# Prosimulium minifulvum
Prosimulium minifulvum är en tvåvingeart som beskrevs av Adler, Currie och Wood 2004. Prosimulium minifulvum ingår i släktet Prosimulium och familjen knott. Inga underarter finns listade i Catalogue of Life.